# 투드할리야 1세
투드할리야 1세는 히타이트 제국의 왕(제위 기원전 1430~1400)이었다.
투드할리야라는 이름을 보유한 히타이트 지배자의 번호 매김에 약간 문제가 있다. 하티안 시기에도 투드 할리야라는 이름을 지닌 인물이 있었는데 왕인지 아닌지는 확실하지 않다. 다른 재구성은 투드할리야를 무와탈리 1세 바로 다음으로 넣는 것이지만 여기에서 논의된 투드할리야 1세의 앞이다.
약간의 학자들은 투드할리야 1세를 신왕국 또는 제국의 첫 왕이라 부른다.
다른 이들은 이 영광을 수필룰리우마 1세에게 돌린다. 투드할리야는 중왕국 지배자 후지야 2세의 손자였다. 그는 무와탈리 1세의 직접 계승자로 그를 폐위하였다. 그러나 신왕국 초기에 정확한 계승 순차는 불분명한 것은 하투실리 2세의 위치의 어려움 때문이다. 투드할리야 1세의 치세는 그의 사위이자 양자인 아르누완다 1세와 공동 집정의 시기를 포함한다.
가장 유명한 투드할리야의 치세는 그의 아수와 정복이었다. 아수와는 아시아라는 이름의 근원으로 믿어진다. 게다가 아수와 내에는 많은 부속 영토가 있었는데 타루이사와 윌루시야는 트로이/일리오스의 근거로 받아 들여지지만 이번에는 두 땅이 한곳을 지원하는 것을 설명할 충분한 증거가 없다. 성경 학자는 투드할리야 1세와 원 히타이트 투탈리야가 국가들의 왕 티달과 같은 사람이라 믿는다 그는 창세기에 가나안에서의 반란을 공격하는 케도르라오머와 합세한 것으로 언급된다.
| 전임 히타이트 중왕국 | 제1대 히타이트 제국 왕 기원전 1560- 기원전 1550 | 후임 아르누완다 1세 |